# Thomas Klischke
Thomas Klischke (* 1975 in Frankfurt (Oder)) ist ein deutscher Schauspieler, Regisseur, Autor und Verleger.

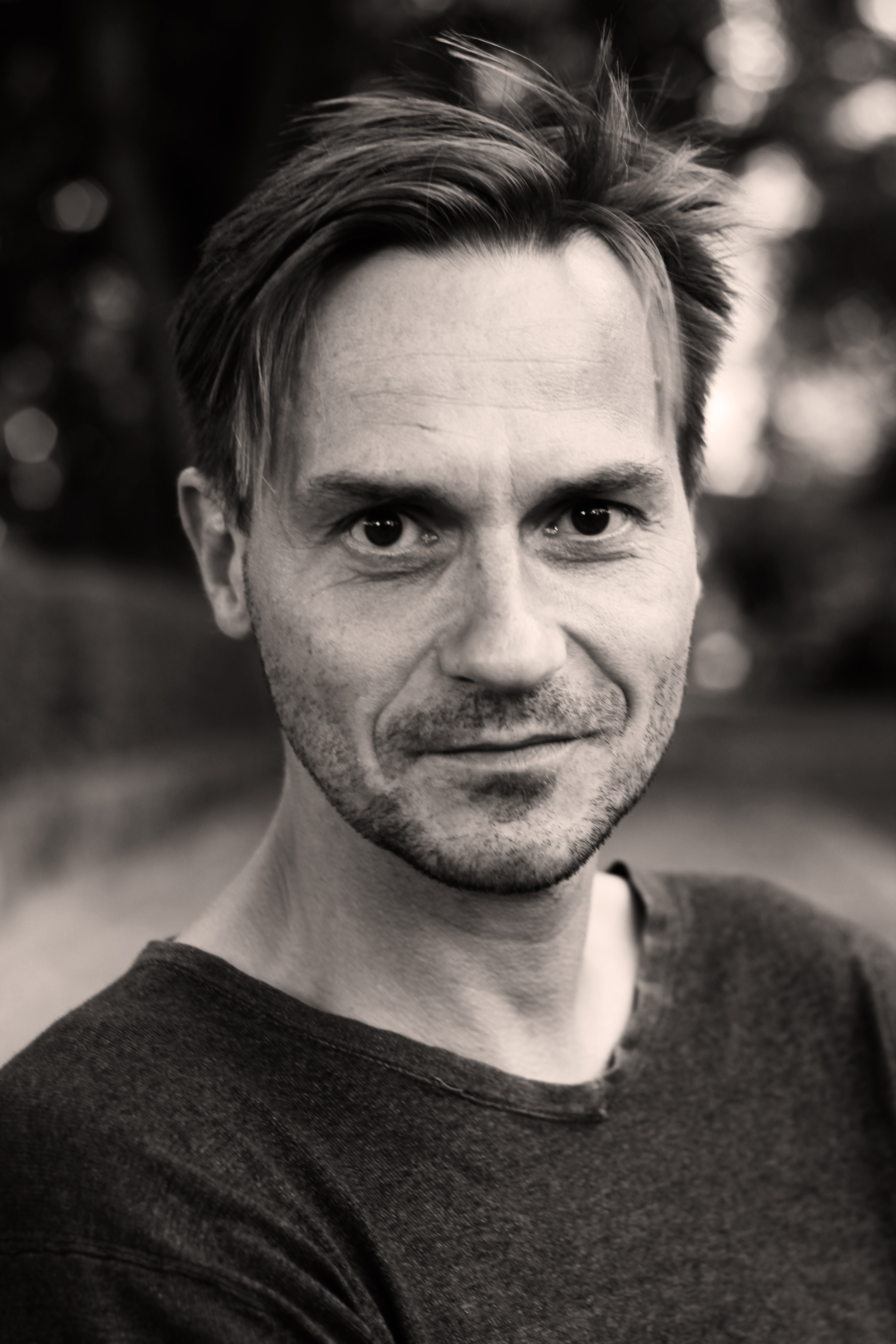
Thomas Klischke in Frankfurt am Main 2018

## Werdegang
Er studierte von 1998 bis 2002 Schauspiel an der Hochschule für Musik und Theater in Leipzig. Seit 2004 inszeniert Klischke als freischaffender Regisseur im Kinder- und Jugendtheater. Seit 2006 dramatisiert Klischke zusammen mit Sophie Linnenbaum für den Verlag für Kindertheater Hamburg Kinderbücher, Märchen und eigene Stoffe. Klischke ist Autor der Kinderbuchserie Käpt’n Kaos. 2019 gründete er den Pagea Verlag Frankfurt.

## Auszeichnungen
- 2018: Lichtenberger Preis für Demokratie und Zivilcourage 2018 für: Peter Pan und die Insel der fliegenden Fantasten (Text Thomas Klischke nach James M. Barrie)[2]
- 2012: Preis der Jugendjury der 30. Bayerischen Theatertage 2012 für: Wir alle für immer zusammen (Text Guus Kuijer) für eine „Herausragende Inszenierung“[3]
- 2011: 3. Preis beim Jugendtheaterfestival Licht.Blicke Festival des Gostner Hoftheaters für Clyde & Bonnie – still alive tour 2011[4]

## Bücher
- mit Andreas Schuster: Käpt’n Kaos und die Schoko-Aliens Friedrich Oetinger, Hamburg 2014, ISBN 978-3-7891-4057-0.
- mit Andreas Schuster: Käpt’n Kaos und das Monster-Paradies Friedrich Oetinger, Hamburg 2014, ISBN 978-3-7891-4058-7.
- mit Andreas Schuster: Käpt’n Kaos und der Tiefsee-Planet Friedrich Oetinger, Hamburg 2015, ISBN 978-3-86274-450-3.
- mit Florian Elschker: Käpt’n Kaos - Das Geheimnis des A.T.I.R. Pagea Verlag, Frankfurt 2021, ISBN 978-3-9823696-9-3.
- mit Annabel Adler: Volle Nuss voraus (mit Henrik Böhl) Pagea Verlag, Frankfurt 2023, ISBN 978-3-9823696-8-6.
- mit Martin Friedrich Kagel: Volle Nuss voraus - Das Liederheft Pagea Verlag, Frankfurt 2023, ISBN 978-3-9823696-7-9.

## Theatertexte
- 2007: Die Biene Maja – Abenteuer im Schlosspark (mit Sophie Linnenbaum nach Waldemar Bonsels)
- 2008: Die Schneekönigin (mit Sophie Linnenbaum nach Hans Christian Andersen)
- 2008: Die Opodeldoks (mit Sophie Linnenbaum nach Paul Maar und Sepp Strubel)
- 2010: Dr. Brumm kommt in Fahrt (mit Sophie Linnenbaum nach Daniel Napp)
- 2012: Die Reise zu Kata Teochi (mit Sophie Linnenbaum)
- 2012: Die Opodeldoks – Freilichtfassung (mit Sophie Linnenbaum nach Paul Maar und Sepp Strubel)
- 2013: Zu Hause Mokupoku (mit Sophie Linnenbaum)
- 2014: Das Traumfresserchen (mit Sophie Linnenbaum nach Michael Ende)
- 2014: WERTHERschlachten (mit Carsten Stier nach Johann Wolfgang von Goethe)
- 2015: Aschenrödel
- 2017: Anders I Sein (mit Sophie Linnenbaum)
- 2018: Peter Pan und die Insel der fliegenden Fantasten (nach James M. Barrie)
- 2019: Samla (mit Sean Keller)
- 2020: (K)ein letztes Vaterunser (mit Hartmut Hühnerbein)
- 2021: Käpt’n Kaos - Live-Hörspiel (mit Sean Keller)
- 2022: Pommes pflanzen

## Inszenierungen (Auswahl)
- 2007: Die Biene Maja – Abenteuer im Schlosspark (Thomas Klischke und Sophie Linnenbaum nach Bonsels), UA: 3. Juli 2007, Theater Schloss Maßbach
- 2008: Die Opodeldoks (Thomas Klischke und Sophie Linnenbaum nach Paul Maar und Sepp Strubel), UA: 8. August 2008, Theater Schloss Maßbach
- 2008: Die Schneekönigin (Thomas Klischke und Sophie Linnenbaum nach Hans Christian Andersen), UA: 20. November 2008, Theater Schloss Maßbach
- 2011: Clyde & Bonnie – still alive tour 2011 (Holger Schober), Möööp-Theater-Produktionen, Frankfurt am Main
- 2013: Zu Hause Mokupoku (Thomas Klischke und Sophie Linnenbaum), UA: 23. November 2013, Stadttheater Fürth
- 2013: Die Reise zu Kata Teochi (Thomas Klischke und Sophie Linnenbaum), Dehnberger Hof Theater, Nürnberg
- 2014: WERTHERschlachten (Thomas Klischke und Carsten Stier nach Johann Wolfgang von Goethe), UA: 8. Oktober 2014, Gostner Hoftheater, Nürnberg
- 2016: Freddy – Ein Hamster lebt gefährlich (Dietlof Reiche), Burghofbühne Dinslaken
- 2017: Der Herzerlfresser (Ferdinand Schmalz), Gostner Hoftheater, Nürnberg
- 2018: Peter Pan und die Insel der fliegenden Fantasten (nach J. M. Barrie), blu:boks BERLIN
- 2019: Samla (mit Sean Keller), Dehnberger Hof Theater, Nürnberg[5]
- 2020: (K)ein letztes Vaterunser (mit Hartmut Hühnerbein), Stadthalle Haiger[6]